# Бокиљеро
Бокиљеро (итал. Bocchigliero) је насеље у Италији у округу Козенца, региону Калабрија.
Према процени из 2011. у насељу је живело 1474 становника. Насеље се налази на надморској висини од 879 м.

## Становништво
| 1931. | 1936. | 1951. | 1961. | 1971. | 1981. | 1991. | 2001. | 2011. |
| ----- | ----- | ----- | ----- | ----- | ----- | ----- | ----- | ----- |
| 3.596 | 3.746 | 4.198 | 4.190 | 3.848 | 3.361 | 3.026 | 1.897 | 1.479 |